# Djurovo, Sofia
Djurovo (în bulgară Джурово) este un sat în comuna Praveț, regiunea Sofia,  Bulgaria. 

## Demografie
Componența etnică a satului Djurovo
     Romi (61,24%)
     Bulgari (38,39%)
     Nicio identificare (0,35%)
     Altele (0%)
La recensământul din 2011, populația satului Djurovo era de 1.112 locuitori. Din punct de vedere etnic, majoritatea locuitorilor (61,24%) erau romi, cu o minoritate de bulgari (38,39%). Pentru 0,35% din locuitori nu este cunoscută apartenența etnică.